# Katedra św. Jadwigi w Berlinie
Katedra świętej Jadwigi w Berlinie (niem. Sankt-Hedwigs-Kathedrale) jest kościołem arcybiskupim archidiecezji berlińskiej w Niemczech. Bazylika mniejsza od 1927. Świątynia została zbudowana w stylu klasycystycznym w latach 1747–1773 (konsekrowana przez ówczesnego biskupa warmińskiego Ignacego Krasickiego), zniszczona w 1943, odbudowana w latach 1952–1963. W krypcie katedry znajduje się grób bł. Bernarda Lichtenberga, jej proboszcza w latach 1938–1942 – obrońcy Żydów, aresztowanego przez reżim nazistowski i zmarłego w drodze do Dachau (KL). Świątynia mieści się przy Bebelplatz.

## Historia
Król pruski Fryderyk II Wielki w dniu 22 listopada 1746 roku wydał patent, który pozwalał parafii rzymskokatolickiej w Berlinie na wzniesienie kościoła. Zgoda na budowę kościoła katolickiego w kraju protestantów była skutkiem wygranej II wojny śląskiej, która doprowadziła do przyłączenia Śląska do królestwa Prus. Fryderyk II liczył na pozyskanie tym gestem szlachty śląskiej, która w dalszym ciągu skłaniała się ku Austrii. Można też tym wyjaśnić wybór patronki Śląska – św. Jadwigi na patronkę budowanego kościoła. Kamień węgielny pod budowę katedry położono 13 lipca 1747, dokonał tego opat zakonu cystersów Turno.

## Galeria

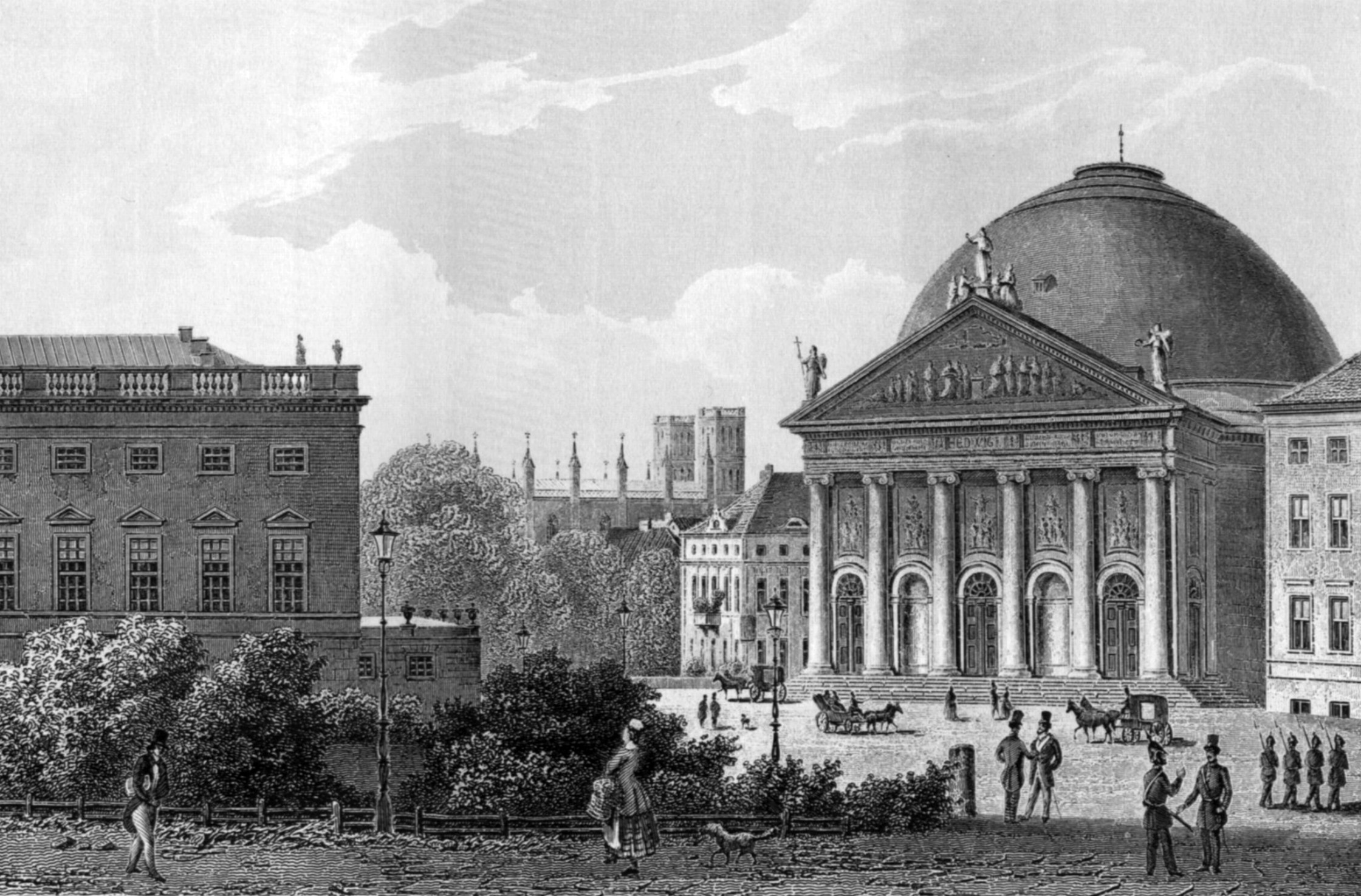
Katedra św. Jadwigi na rysunku Josepha Maximiliana Kolba, 1850 rok
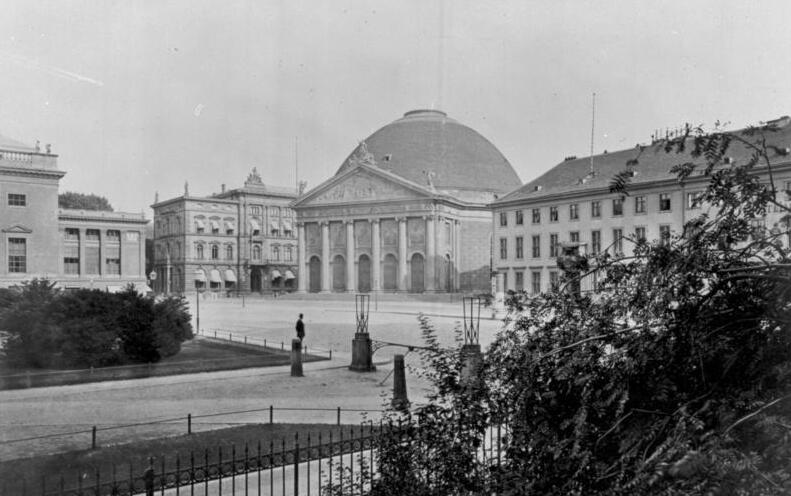
Fotografia katedry św. Jadwigi z 1886 roku
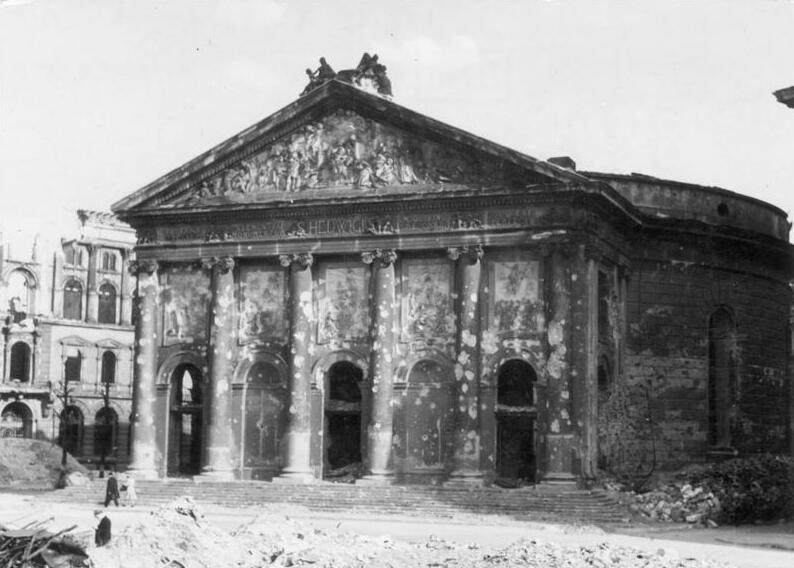
Ruiny katedry św. Jadwigi, 1946 rok
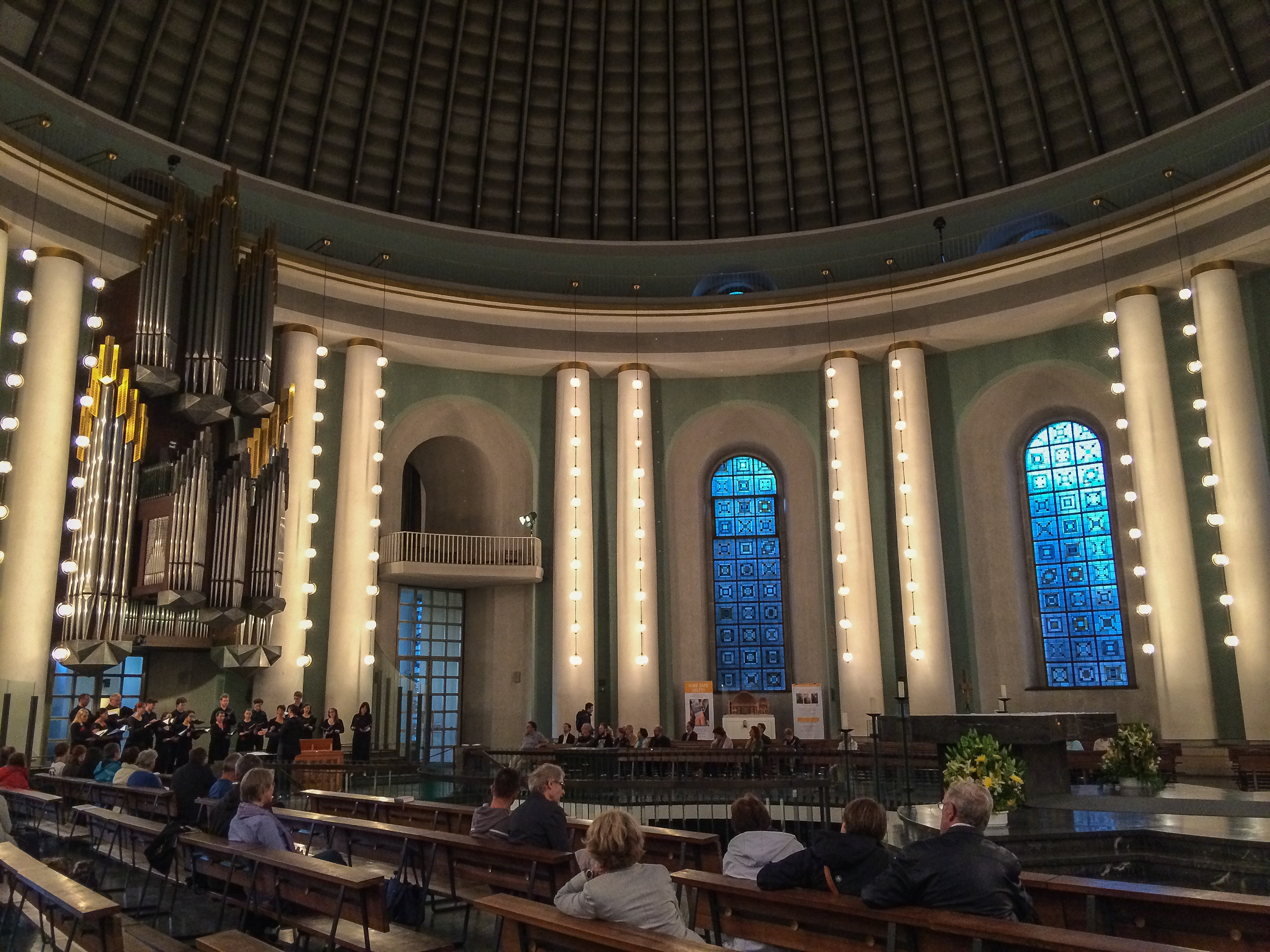
Wnętrze katedry św. Jadwigi w Berlinie, 2014